# Variimorda basalis
Variimorda basalis är en skalbaggsart som först beskrevs av Costa 1854.  Variimorda basalis ingår i släktet Variimorda, och familjen tornbaggar. Enligt den finländska rödlistan är arten sårbar i Finland. Arten har ej påträffats i Sverige. Artens livsmiljö är torra gräsmarker.